# ウツセミ
『ウツセミ』は、Plastic Treeの通算9枚目のオリジナルアルバム。2008年9月24日発売。発売元はユニバーサルJ。

## 概要
前作『ネガとポジ』から約1年3ヶ月ぶりのリリース。初回盤、通常盤の2タイプ発売。初回盤にのみ、ライブ映像「プラスティック トゥリー 臨時公演〜浅草花やしきフォーク集会〜」を収録したDVD付。通常盤にのみ、「〜三角形の構図〜」、「closer」収録。
このアルバムで初のオリコンウィークリーチャートTOP10入りを果たした。

## 収録曲

### 通常盤
1. 〜規則的な四拍子〜 [0:15]
  - 作曲・編曲：Plastic Tree
  - インストゥルメンタル曲。
2. うつせみ [5:26]
  - 作詞：有村竜太朗、作曲：長谷川正、編曲：Plastic Tree
3. テトリス [4:35]
  - 作詞・作曲：有村竜太朗、編曲：Plastic Tree
4. リプレイ (ウツセミ版) [5:15]
  - 作詞・作曲：有村竜太朗、編曲：Plastic Tree
  - 26thシングル。曲の導入部がシングル版と異なる。
  - 名古屋テレビ放送『光る!スポーツ研究所』2008年8月度エンディングテーマ。
5. メルト [4:33]
  - 作詞・作曲：長谷川正、編曲：Plastic Tree
6. Dummy Box [4:46]
  - 作詞・作曲：ナカヤマアキラ、編曲：Plastic Tree
7. Q [3:16]
  - 作詞・作曲：長谷川正、編曲：Plastic Tree
8. フィクション [6:02]
  - 作詞：有村竜太朗、作曲：ナカヤマアキラ、編曲：Plastic Tree
9. 斜陽 [3:50]
  - 作詞：有村竜太朗、作曲：ナカヤマアキラ、編曲：Plastic Tree
10. GEKKO OVERHEAD [4:17]
  - 作詞・作曲：ナカヤマアキラ、編曲：Plastic Tree
11. バルーン [5:30]
  - 作詞・作曲：長谷川正、編曲：Plastic Tree
12. 〜晴天、喚声、回転木馬の前〜 [0:24]
  - 作曲・編曲：Plastic Tree
  - インストゥルメンタル曲。
13. アローンアゲイン、ワンダフルワールド (ウツセミ版) [5:15]
  - 作詞・作曲：有村竜太朗、編曲：Plastic Tree
  - 25thシングル。
  - 日本テレビ系『音燃え!』2008年4月度エンディングテーマ。
14. 記憶行き [5:55]
  - 作詞・作曲：有村竜太朗、編曲：Plastic Tree
15. 〜三角形の構図〜 [1:14]
  - 作曲・編曲：Plastic Tree
  - インストゥルメンタル曲。通常盤のみに収録。
16. closer [4:11]
  - 作詞：ナカヤマアキラ、作曲：有村竜太朗、編曲：Plastic Tree
  - 通常盤のみに収録。

### 初回盤
CD
1. 〜規則的な四拍子〜 [0:15]
2. うつせみ [5:26]
3. テトリス [4:35]
4. リプレイ (ウツセミ版) [5:15]
5. メルト [4:33]
6. Dummy Box [4:46]
7. Q [3:16]
8. フィクション [6:02]
9. 斜陽 [3:50]
10. GEKKO OVERHEAD [4:17]
11. バルーン [5:30]
12. 〜晴天、喚声、回転木馬の前〜 [0:24]
13. アローンアゲイン、ワンダフルワールド [5:15]
14. 記憶行き [5:55]

DVD
1. プラスティック トゥリー 臨時公演〜浅草花やしきフォーク集会〜